# Ел Крусеро (Теокалтиче)
Ел Крусеро (шп. El Crucero) насеље је у Мексику у савезној држави Халиско у општини Теокалтиче. Насеље се налази на надморској висини од 1894 м.

## Становништво
Према подацима из 2010. године у насељу је живело 12 становника.

### Хронологија
| Година       | 2000        | 2005         | 2010 |
| ------------ | ----------- | ------------ | ---- |
| Становништво | 18 (11 / 7) | 22 (11 / 11) | 12   |

### Попис
| # | Индикатор                     | Вредност |
| - | ----------------------------- | -------- |
| 1 | Укупно домаћинстава           | 4        |
| 2 | Укупно насељених домаћинстава | 2        |
| 3 | Величина локације             | 1        |